# Junta Gubernativa de 1861
La Junta Gubernativa o Junta Gubernativa Nacional de 1861, fue un triunvirato militar que asumió temporalmente el poder en Bolivia mediante un golpe de Estado, gobernando desde el 14 de enero a 4 de mayo de 1861. Lo conformaban tres generales: José María de Achá Valiente, Ruperto Fernández y Manuel Antonio Sánchez. Se le conoce también como el «triunvirato de los golpeadores».

## Antecedentes
Desde 1858 gobernaba en Bolivia con facultades dictatoriales el general José María Linares, quien pronto perdió el apoyo de las oligarquías que le habían elevado al poder y, estando ya gravemente enfermo, fue derrocado por un golpe de Estado tramado por sus propios colaboradores: el ministro de guerra José María de Achá, el ministro de gobierno Ruperto Fernández (argentino) y el coronel Manuel Antonio Sánchez, quien fue ascendido a general. Linares partió al exilio hacia Chile, donde falleció.

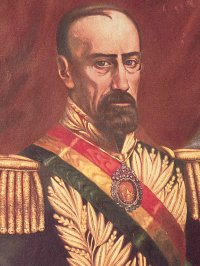
José María de Achá, miembro de la Junta Gubernativa de Bolivia (1861).

## Instalación de la Junta y su labor
José María de Achá, Ruperto Fernández y Manuel Antonio Sánchez asumieron el poder conformando una Junta Gubernativa. En el Manifiesto de la Junta Gubernativa a la Nación justificaron el golpe de Estado, al que calificaron de «restaurador del orden legal» y «revolución regeneradora», aduciendo que la dictadura instaurada en 1858 no había cumplido con llevar adelante el proceso de democratización del país, al no convocar a una asamblea constituyente. 
Entre el 14 y el 29 de enero de 1861 la Junta decretó la reorganización del personal de las subsecretarías de Estado y la realización de elecciones de los miembros de una asamblea constituyente, cuya misión sería discutir y aprobar una nueva Constitución Política y el nombramiento de un presidente provisional de la república, elegido de entre los tres triunviros. También decretó una amnistía general para los perseguidos políticos.

## Asamblea Constituyente y fin de la Junta
La Asamblea Constituyente se instaló el 1 de mayo de 1861 en la antigua capilla del Loreto, ahora salón universitario y recinto legislativo. Estuvo presidida por José Manuel de la Reza y Amézaga. El primer asunto que afrontaron los legisladores fue la definición del poder ejecutivo, ya que, automáticamente, al instalarse la Asamblea, la Junta de Gobierno cesaba en el poder. A fin de que la República no quedase en acefalia, los asambleístas decidieron delegar temporalmente el poder ejecutivo a la Junta Gubernativa, hasta que se decidiera sobre la conformación de la presidencia provisoria. Esto último se hizo el 4 de mayo, cuando por 820 votos contra 16, se nombró a José María de Achá como presidente provisorio, siendo ratificado constitucionalmente el 6 de agosto del año siguiente, bajo el compromiso de respetar la alternabilidad en el poder mediante la convocatoria de elecciones libres.